# De Vrouw van de Minister
De Vrouw van de Minister (of: De Vrouw van den Minister) is een Nederlands-Engelse stomme film uit 1920 onder regie van Maurits Binger en B.E. Doxat-Pratt. De film is gebaseerd op een roman van Alice en Claude Askew. Internationaal staat de film bekend als John Heriot's Wife. De naam van medespeelster Annie Bos werd in de buitenlandse filmkopieën vermeld als Anna Bosilova, terwijl Renee Spiljar de bijnaam Little René kreeg.

## Verhaal
Camilla Rivers is een onbedorven en geliefd kind die de volgende winter haar huis zal verlaten om aan het hof gepresenteerd te worden. Ze is al bijna heel haar leven een wees en woont dan ook bij haar tante Lady Foxborough in Winton. Omdat ze zeer spoedig jarig is en haar feest uitbundig gevierd zal worden, logeren enkele gasten in het kasteel in Winton. Onder deze gasten behoort ook weduwe Clara Headcombe toe, die al geruime tijd verliefd is op de jongeman Eric Ashlyn.
Wanneer Eric door toedoen van een treinsvertraging te laat komt op het bal, ontmoet hij buiten Camilla. De twee leren elkaar kennen en maken een wandeling naar oude ruïnes, waar Camilla gevangen wordt genomen door enkele bewakers. Hierna krijgt Eric een relatie met Clara, tot droefheid van Camilla. Clara probeert Camilla uit zijn leven te houden en vertrekt met hem naar Amerika. Ondertussen wordt John Heriot, de minister van financiën, verliefd op Camilla. Zijn vleierij blijkt echter onsuccesvol, omdat Camilla nog met haar hoofd bij Eric is. Als haar tante aankondigt dat hij haar binnenkort het hof zal maken, is ze dan ook zeer ongelukkig. Desondanks belooft ze hem dat ze haar uiterste best zal doen van hem te houden.
In Amerika verloopt het voor Eric en Clara ook niet al te kleurrijk. Erics bedrijf is failliet te gaan en om rond te komen, schrijft hij romans die niet goed verkopen. Clara schiet hem te redding, aangezien ze onlangs een vermogen heeft geërfd. Vlak na John en Camilla's bruiloft, keren ze terug naar Winton. Daar krijgt Clara te horen dat ze haar erfenis terug moet betalen. Als ze dit niet doet, zal de schuldeisenaar het schandaal openbaren. Om geld te verdienen, besluit Clara Camilla te chanteren met het feit dat ze ooit van Eric hield. Eric hoort het gesprek en verafschuwt de karakterloosheid van zijn vrouw. Hij verlaat zijn vrouw, maar keert aan het einde van de film weer naar haar terug.

## Rolbezetting
| Acteur          | Personage              |
| --------------- | ---------------------- |
| Mary Odette     | Camilla Rivers         |
| Lola Cornero    | Tante Lady Foxborough  |
| Henry Victor    | John Heriot            |
| Annie Bos       | Weduwe Clara Headcombe |
| Adelqui Migliar | Eric Ashlyn            |
| Renee Spiljar   |                        |
| Carl Tobi       |                        |
| Alex Benno      |                        |
| Reginald Lawson |                        |
| Leni Marcus     |                        |
| Fred Homann     |                        |